# Liste von Burgen und Schlössern in Norwegen
Diese Liste gibt eine Übersicht über Burgen, Schlösser und Festungen in Norwegen.

## Geschichtliche Vorbemerkungen

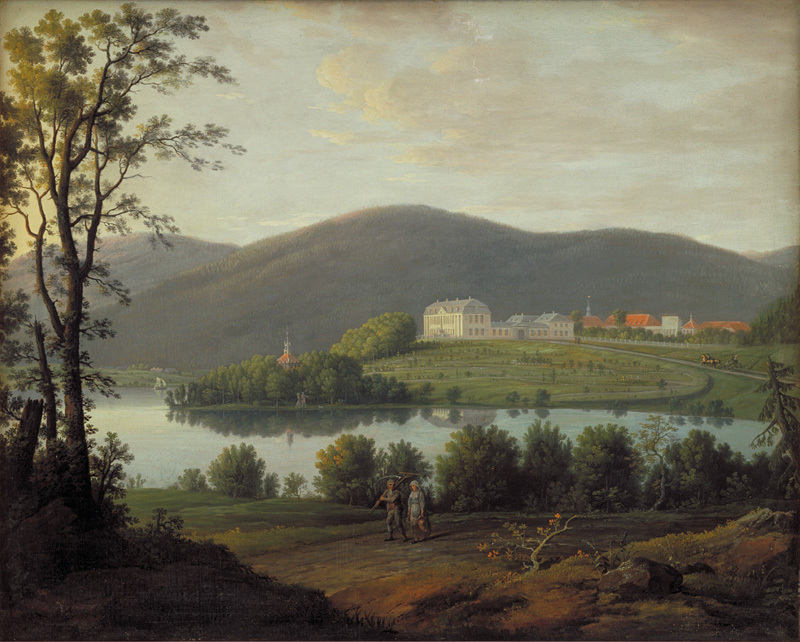
Ölgemälde von Erik Pauelsen: „View of Bogstad in Norway“ (1789)

Die norwegische Geschichte kennt nur wenige Befestigungen, die einer Burg entsprechen.
Zu Beginn waren es meist nur Fluchtburgen; im Englischen besser als Hillforts bekannt, im Norwegischen meist als Bygdeborg (Dorfburg) beschrieben, die im Besonderen mit einer Wallanlage oder Ringmauer (oder auch nur in Teilen) aus meist unbehauenen und mörtelfreien geschichteten großen Steinen bestand, mit zurückgesetztem Eingang, meist auf Felsnasen oder Höhenzügen. Zu nennen wären u. a. die Brattingsborg in Saude (Telemark), Borgklinterne oder Borgklinten - auch einfach Bygdeborg genannt - auf Ørland (östlich Ottersbo und Austrått am Trondheimfjord), Kongsholm in Selbosoe und Gildeskred nahe Sogndalsfjøra.
80 bis 100 sind auf jetzigem norwegischen Staatsgebiet bekannt, davon etwa 30 im Gebiet von Trøndelag. Andere Informationen gehen von bis zu 300 dieser Wall- oder Fluchtburgen aus. Ihre Zeitstellung wird gewöhnlich in die jüngere Bronzezeit, in den Beginn der Zeitrechnung bis um etwa 600 bzw. in früh- (Wikinger) aber auch noch hochmittelalterliche Zeit gelegt. Mangels archäologischer Untersuchungen sind hier bisher nur für einzelne Anlagen genauere Zeitstellungen benennbar.
Erst mit dem Entstehen eines späten Königtums und pfalzähnlichen befestigten Königshöfen entstanden erste Burgen. Viele weitere früh- und hochmittelalterliche Befestigungen waren nur aus Holz und über ihre Historie ist nur wenig bekannt. Ab etwa 1200 tritt ein verstärkter Burgenbau auf, meist als Grenzbefestigungen Richtung Schweden oder von Beginn an als festungsartige Anlagen an und um größere Ansiedlungen, wie Oslo, Bergen und Tønsberg. Hinzu kommen befestigte Kirchenburgen in Oslo, Hamar und Nidaros. Nur wenige Burgen des Adels sind bekannt, auch da sich in Norwegen nie größere Feudalsitze bzw. -gebiete neben dem Königtum etablieren konnten. Einige kleine Landsitze ließen aber prächtige Schlossbauten mit dem Ende des Spätmittelalters oder in der Neuzeit errichten; die mächtigsten sind natürlich die Königssitze um Oslo. Ehemalige norwegische Befestigungen, die heute auf Territorien anderer Staaten liegen, wie z. B. die Festung Bohus, die Kirchenburg Kirkwall oder das von den Wikingern erbaute Peel Castle sind hier nicht aufgeführt.
Viele der größeren der etwa 70 Herrenhäuser in Norwegen, würden nach heutiger Definition auch als Schloss angesehen werden können, da sie oft von Adligen zu imposanten Bauten erweitert wurden und meist mit größerem Land- bzw. Territorialbesitz verbunden waren. Ein Beispiel wäre das Gut Bogstad, dessen schlossartiges klassizistisches Herrenhaus zwischen 1760 und 1780 für den Generalkriegskommissarius und 1812 zum Ritter geschlagenen Peder Anker geschaffen wurde.

## Liste
| Name | Koordinaten                  | Ort                                              | Typ                                                    | Entstehungs- zeit                 | Erhaltungszustand/ heutige Nutzung | Bild        |
| --- | ---------------------------- | ------------------------------------------------ | ------------------------------------------------------ | --------------------------------- | --- | ----------- |
| Festung Akershus                                                                                         | 59° 54′ 24″ N, 10° 44′ 10″ O | Oslo- Halbinsel Akersneset                       | Schloss                                                | um 1300                           | Gebäudekomplex aus einer Burg entstanden und mit Festungselementen erweitert, Landmarke, ehemaliges Landesgefängnis, Grablege norwegischer Könige, Museen, Repräsentationszwecke | mehr Bilder |
| Audunsborg (auch Audunborg, Hegrenesburg)                                                                | 61° 31′ 49″ N, 6° 13′ 55″ O  | Ålhus, am Jølstravatnet                          | Burg                                                   | zw. 1276–1286                     | Burgstall von Baron Audun Hugleiksson, Palas war ähnlich der Håkonshalle, bereits im 17. Jh. ruinös |             |
| Schloss Austråttborgen (Østråt, Østraat oder Austråt, Austrått-Burg)                                     | 63° 42′ 14″ N, 9° 44′ 35″ O  | Ørland                                           | Schloss                                                | 1654–1656                         | Anstelle einer Holzburg mit Steinkappelle des 13. Jh., 1656 als viereckige Gebäudeanlage in Stein den großen mittelalterlicher Herrensitz ausgebaut, 1916 abgebrannt und neu aufgebaut, seit 1918 Staatsbesitz, Grund und Hof Austråttgården im Gemeindebesitz | mehr Bilder |
| Avaldsnes Kongsgård (Königspfalz bzw. Königshof Avaldsnes)                                               | 59° 21′ 24″ N, 5° 17′ 31″ O  | Avaldsnes                                        | befestigter Königshof                                  | nach 872                          | Unter König Harald Schönhaar erbaut, zweites Drittel des 12. Jh. Machtmittelpunkt der Birkebeiner, vermutlich um 1367 in einem Konflikt von Håkon VI. Magnusson mit der Hanse zerstört, 2017 erfolgten Ausgrabungen. |             |
| Festung Bergenhus (Håkonshallen)                                                                         | 60° 23′ 59″ N, 5° 19′ 3″ O   | Bergen                                           | Burg                                                   | um 1100                           | Um 1250 in Stein erbaut, um 1660 in eine größere Festung integriert, um 1700 mit Sverresborg in eine große Festungsanlage, im 19. Jh. wieder getrennt, allmählicher Verlust des Festungscharakters, heute unter dem Kommando der Marineschule und weiteren militärischen Einrichtungen (Rechenschaftsadministration der norwegischen Streitkräfte, das Verteidigungsmuseum, der Heimwehrdistrikt für Hordaland, das Musikkorps von Vestland und das Wehrpflichtswerk Bergen) | mehr Bilder |
| Bischofsburg Oslo (Bischofspalast, Alter Bischofspalast, Oslo Bispeborg)                                 | 59° 54′ 22″ N, 10° 46′ 3″ O  | Oslo- Gamlebyen (Altstadt)                       | Kirchenburg                                            | um 1210                           | Holzbau aus dem 12. Jh., unter dem Osloer Bischof Nikolas Arnason als Kirchenburg und Bischofssitz errichtet, Ausbau bis Anfang 14. Jahrhunderts, Turm in der Ringmauer besaß überdachte Holzbrücke zur (heutigen Ruine der) Kathedrale von Halvard (domkirke St. Halvards), 1523 durch schwedischen Angriff beschädigt, nach Reformation von 1537 große Teile der Burg abgerissen, Reste bis 1919 ergraben, Teile am heutigen Oslo Ladegård (NW-Ecke überdacht) sichtbar, teils mit Landhaus überbaut | mehr Bilder |
| Festung Christiansholm                                                                                   | 58° 8′ 39″ N, 8° 0′ 13″ O    | Kristiansand- Kvadraturen (Altstadt)             | Festung                                                | 1672                              | Defensive Festung, östlicher Hafen der Stadt. Die Festung war auf einer kleinen Insel stationiert im Auftrag des dänisch-norwegischen Königs Friedrich III. von Dänemark. Die Festung wehrte 1807 einen britischen Angriff ab, 1872 als Festung niedergelegt. Heute im Besitz der Stadt und für kulturelle Zwecke genutzt. | mehr Bilder |
| Festung Christiansø                                                                                      | 58° 5′ 8″ N, 7° 59′ 2″ O     | Kristiansand-Insel Gammeløya                     | Festung                                                | 1635                              | Nachfolger der 1555 errichteten Festung Flekkerhus auf der heute Gammeløya genannten kleinen Insel im Vestergap, die schon 1561 wieder zerstört wurde. Die kurzlebige Festung Christiansø auf der kleinen Insel, die früher Slottsholmen hieß, diente der Sicherung des Hafens Flekkerøy. 1635 durch Christian IV. von Dänemark und Norwegen initiiert. Nie ganz fertiggestellt, da schon 1658 die Festung Fredriksholm gebaut wurde, teilweise mit Steinen der Festung Christiansø. Im Drei-Jahres-Krieg und im Krimkrieg reaktiviert wurde sie 1871 endgültig aufgegeben. Kaum Reste vorhanden.                           |             |
| Citadellet (Festung auf dem Hühnerkopf (Fortet på Kyllinghodet))                                         | 59° 25′ 42″ N, 10° 29′ 4″ O  | Horten- Karljohansvern                           | Festung                                                | 1848 bis 1851                     | Festung, 1971 abgebrochen | mehr Bilder |
| Erzbischöflicher Palast Trondheim (Erkebispegården) (Erzbischofsburg, Erzbischöfliches Palais Trondheim) | 63° 25′ 33″ N, 10° 23′ 48″ O | Trondheim                                        | Kirchenburg                                            | um 1200                           | Kastellförmige Kirchenburg des Bistums Nidaros, Ostteil um 1200, Westteil um 1250, eine der größten erhaltenen Steinbauten des Mittelalters in Skandinavien, vor dem Nidarosdom gelegen, Ausstellung der norwegischen Kronjuwelen | mehr Bilder |
| Festung Fredriksholm                                                                                     | 58° 5′ 47″ N, 7° 58′ 58″ O   | Kristiansand-Møvig- Insel Fredriksholm           | Festung                                                | 1655–1662                         | Inselfestung zum Schutz der Stadt Kristiansand und des Hafens, 1804 niedergelegt, 1807 von den Briten gesprengt und zerstört, Ruinen erhalten | mehr Bilder |
| Festung Fredrikstad                                                                                      | 59° 12′ 13″ N, 10° 57′ 15″ O | Fredrikstad- Gamlebyen (Altstadt)                | Festung                                                | 1663–1665                         | Defensive Festung (löste kleinere Befestigung aus dem Torstenssonkrieg ab) zum Schutz des Ortes Fredrikstad im Auftrag des dänisch-norwegischen Königs Friedrich II. von Dänemark, Stützpunkt für Peter Wessel Tordenskiold in der Seeschlacht im Dynekilen-Fjord 1716, 1814 im Schwedisch-Norwegischen Krieg kapituliert, ab 1903 als Festung aufgegeben, 2002 letzte Militäranlagen geschlossen, erhalten, Tourismus | mehr Bilder |
| Festung Frederiksten (Fredrikshald)                                                                      | 59° 7′ 11″ N, 11° 23′ 47″ O  | Halden                                           | Festung                                                | 1661–1701                         | Unter dem dänisch-norwegischen König Friedrich III. beauftragt, schwedische Belagerung der Festung 1718/19, danach kaum mehr Bedeutung, in Teilen erhalten und restauriert, Museen und Veranstaltungen | mehr Bilder |
| Schloss Fritzøehus                                                                                       | 59° 2′ 28″ N, 9° 59′ 49″ O   | Larvik                                           | Schloss, Herrenhaus                                    | 1863–1865                         | Neuzeitliches Schloss für die skandinavische Adelsfamilie Treschow | mehr Bilder |
| Gamlehaugen                                                                                              | 60° 20′ 33″ N, 5° 20′ 13″ O  | Bergen- Fjøsanger                                | Schloss                                                | 1899                              | Neuzeitliches Schloss im Schottischen Baroniestil auf Landgut des 17. Jahrhunderts, heute offizielle Residenz der norwegischen Königsfamilie bei Aufenthalten | mehr Bilder |
| Herrenhaus Hafslund (Hafslund hovedgård)                                                                 | 59° 16′ 25″ N, 11° 8′ 10″ O  | Sarpsborg- Hafslund                              | Schloss, Herrenhaus                                    | 1758 bis 1762                     | 1344 Gebiet erstmals erwähnt, Herrenhaus eines Adelsgutes, zeitweiliger Besitzer des Gutes war u. a. Marcus Gjøe Rosenkrantz, 1825 aufgehoben, später Sägewerkbesitz, erhalten | mehr Bilder |
| Bischofsresidenz Hamar (Bischofsburg Hamar, Hamarhus, Bispegården Hamar)                                 | 60° 47′ 33″ N, 11° 2′ 24″ O  | Hamar-Domkirkeodden                              | Kirchenburg                                            | um 1250                           | Ruine der Bischofsburg Hamar, 1567 im Dreikronenkrieg durch schwedische Truppen endgültig zerstört | mehr Bilder |
| Burg Isegran                                                                                             | 59° 12′ 10″ N, 10° 56′ 49″ O | Fredrikstad - Insel Kråkerøy - Halbinsel Isegran | Burg                                                   | 13. Jh.                           | Kleine Burg oder Festes Haus des Jarl von Borgarsyssel Alv Erlingsson, auch MindreAlv genannt, später Neubau zu einer kleinen Festung, nichts erhalten (war eine von zwei Nicht-Königsburgen in Norwegen) |             |
| Fort Isegran                                                                                             | 59° 12′ 10″ N, 10° 56′ 41″ O | Fredrikstad - Insel Kråkerøy - Halbinsel Isegran | Festung                                                | um 1670                           | Die Halbinsel von Kråkerøy getrennt und als kleines Fort (Festung) ausgebaut, verwaltet von Stiftung Östfoldmuseen – Fredrikstad Museum |             |
| Schloss Jarslberg (Herrenhaus Jarlsberg, Gut Jarlsberg, früher: Griffenfeldgård)                         | 59° 17′ 27″ N, 10° 23′ 12″ O | Tønsberg-Gut Jarlsberg                           | Schloss, Herrenhaus                                    | 1701                              | Auf Grund Sæheim (Sem), Sitz von Kleinkönig Øystein Halvdansson († 770); Probsteigebäude des 17. Jahrhunderts 1682 abgebrannt, ehemaliges Krongut, Neubau 1701 durch Gustav Wilhelm von Wedel, Mitte des 18. Jahrhunderts erweitert, in der ersten Hälfte des 19. Jahrhunderts im Empirestil erheblich umgebaut, seit 1939 unter Denkmalschutz; war Sitz der ehemaligen Grafschaft Tønsberg | mehr Bilder |
| Kongsgård Stavanger                                                                                      | 58° 58′ 10″ N, 5° 43′ 58″ O  | Stavanger                                        | befestigter Königshof / Kirchenburg / Bischofsresidenz | Erste Hälfte des 13. Jahrhunderts | Vermutlicher Königshof von Håkon Håkonsson, wohl aus einem Verwaltungsmittelpunkt (um 1100) heraus geschaffen. Viele unterschiedliche geschichtliche Zuweisungen. Als Festes Haus zu Beginn des 13. Jahrhunderts erbaut, als Königssitz teilweise zugewiesen; dann zur Bischofsresidenz umgebaut und mit Ringmauer versehen, mit Kapelle und weiteren Gebäuden erweitert, ein Wehrturm wird angenommen. Nach der Reformation Sitz der königlichen Verwaltung, um 1600 baufällig. Danach mehrfach um- und überbaut. Heute mit Wohnbauten überbaut. Von der Stavanger Cathedral School genutzt. Grundmauerreste nachgewiesen. | mehr Bilder |
| Kongsten Fort (Fort Christianstein)                                                                      | 59° 11′ 52″ N, 10° 57′ 46″ O | Fredrikstad                                      | Festung                                                | 1682–1685                         | Eigenständige Festung östlich Fredrikstad nach Plänen von Generalmajor Johan Caspar de Cicignon, 1677 provisorisch (Svenske Skremme), ab 1903 als Festung aufgegeben, erhalten | mehr Bilder |
| Festung Kongsvinger                                                                                      | 60° 11′ 58″ N, 12° 0′ 42″ O  | Kongsvinger                                      | Festung                                                | 1673–1784                         | Nachfolger der Vingersund Schanze (auch Tråstad Schanze), spätmittelalterlich/neuzeitliche Höhenfestung über der Stadt am Fluss Glomma, erhalten, restauriert, unter Denkmalschutz, Festungsmuseum | mehr Bilder |
| Königliches Schloss Oslo                                                                                 | 59° 55′ 1″ N, 10° 43′ 39″ O  | Oslo- Karl Johans gate                           | Schloss                                                | 1825–1836                         | Neuzeitliches Schloss für Karl III. Johann, ab 1844 erweitert, ab 1905 Königsresidenz nach der Unionsauflösung | mehr Bilder |
| Königshof (Fitjar)                                                                                       | 59° 55′ 5″ N, 5° 19′ 32″ O   | Fitjar                                           | befestigter Königshof                                  | um 900                            | Abgegangener befestigter Königshof aus der Zeit von Harald "Schönhaar" Hårfagre und seinem Sohn Håkon der Gute; nur ein überlieferter Brunnenrest genannt Königsbrunnen oder Håkonsbrunnen vorhanden. |             |
| Königshof (Oslo) (Königspfalz Oslo, Kongsgården Oslo)                                                    | 59° 54′ 13″ N, 10° 45′ 48″ O | Oslo- Gamle Oslo                                 | befestigter Königshof                                  | um 1050                           | Unter König Harald Sigurdsson der Harte als Motte erbaut, mit Turm, Palas und weiteren Bauten erweitert, um 1300 durch Akershus abgelöst, danach nur noch Nutzung als Sitz mittelalterlicher norwegischer Reichskanzler, Ruinenreste erhalten; Kulturdenkmal (Nr. 76058). | mehr Bilder |
| Königshof (Seim)                                                                                         | 60° 36′ 58″ N, 5° 16′ 43″ O  | Alver- Lindås - Seim                             | befestigter Königshof                                  | ca. 975                           | Nahe des Lurefjord gelegen, für König Harald Schönhaar und seinen Sohn Håkon I. der Gute, nach 1000 nicht weiter erwähnt. (Grabstätte Håkonshaugen) |             |
| Königshof (Tønsberg) (Håkon Håkonssons kongsgård)                                                        | 59° 16′ 10″ N, 10° 24′ 10″ O | Tønsberg                                         | befestigter Königshof                                  | 13. Jahrhundert                   | Ehemaliger Königshof in Tønsberg nordöstlich des Amateurtheathers am Hafen gelegen, wohl Königspfalz für König Håkon Håkonsson, 1536 beim Stadtbrand nicht betroffen, später als Bürgermeisterhof bezeichnet, 1750 Ruine, 1961 wiederentdeckt und archäologisch erfasst, Reste von Grundmauern und Bodenplatten, als Denkmal erfasst. Denkmalnummer: 42098. |             |
| → Königshof (Utstein)                                                                                    | 59° 6′ 12″ N, 5° 35′ 27″ O   | Insel Klosterøy                                  | befestigter Königshof                                  | unklar                            | Im Bereich des ehemaligen Utstein Klosters gelegen. |             |
| Königshof (Værne) (Königspfalz Værne, Kongsgård Værne)                                                   | 59° 23′ 35″ N, 10° 40′ 21″ O | Moss, früher Rygge                               | befestigter Königshof                                  | vor 1190                          | Der Königshof durch König Sverre Sigurdsson ab 1190 als Hospital (bis 1308) und Værne Kloster an den Johanniterorden. Klosterzeit bis 1532, Anwesen 1570 zerstört, Ruinen um 1812 ergraben. Der heutige Hof um 1660 entstanden, Ruinen der Klosterkirche (Grundmauern) erhalten. |             |
| Mjøskastellet                                                                                            | 60° 54′ 24″ N, 10° 41′ 25″ O | Ringsaker- Insel Steinsholmen                    | Burg                                                   | um 1230                           | Burgruine einer Turmburg auf der Insel Steinsholmen im mittleren Teil des Mjøsa Sees, unter Håkon IV. Håkonsson erbaut, 1234 urkundlich, Teil der mittelalterlichen Håkon-Håkonsson-Sage von 1260, Mauerreste erhalten. | mehr Bilder |
| Norske Løve                                                                                              | 59° 26′ 36″ N, 10° 29′ 24″ O | Horten- Insel Vealøs                             | Festung                                                | 1848 bis 1851                     | Erhaltene Festung auf der Insel Vealøs | mehr Bilder |
| Schloss Oskarshall                                                                                       | 59° 54′ 37″ N, 10° 41′ 32″ O | Oslo- Bygdøy                                     | Schloss                                                | 1847–1852                         | Neugotisches Schloss für Oskar I. von Schweden, 1863 an den norwegischen Staat | mehr Bilder |
| Paléet (Palast)                                                                                          | 59° 54′ 37″ N, 10° 44′ 56″ O | Oslo                                             | Stadtpalais, königliche Residenz                       | 1744–1745                         | Der Palast war ein großes, einstöckiges, von Mauern umgebenes Stadtpalais in Oslo, bis 1745 erbaut, später ergänzt und umgebaut. Mit Palaisgarten und Gartenpalais sowie weiteren Gebäuden, die ummauert waren. Befand sich zwischen Osloer Börse und dem Jernbanetorget mit (Fred. Olsens Gate 6, ehemals Store Strandgate). Nach 1814 Norwegens dritte königliche Residenz. Der Palast wurde nach der Brandnacht vom 14. Mai 1942 abgerissen. | mehr Bilder |
| →Schloss Rosendal                                                                                        | 59° 59′ 0″ N, 6° 1′ 0″ O     | Kvinnherad- Rosendal                             | Schloss                                                | 1665                              | Schloss als Hochzeitsgeschenk für Karen Mowat und Ludvig Rosenkrantz und Sitz der einzigen Baronie Norwegens; seit 1927 im Besitz der Universität Oslo | mehr Bilder |
| Burg Sarpsborg                                                                                           | 59° 16′ 44″ N, 11° 7′ 24″ O  | Sarpsborg                                        | Burg                                                   | 1016                              | Abgegangene Ortsburg, 1016 von Olav II. Haraldsson (Olav dem Heiligen) gegründet, Keimzelle des späteren Ortes Sarpsborg, 1569 wie der Ort durch die Schweden zerstört, 1702 durch Erdrutsch endgültig begraben, keine Reste |             |
| Skansen (auch Rundellen, Festung Skansen bzw. Burg Skansen)                                              | 69° 39′ 11″ N, 18° 57′ 51″ O | Tromsø                                           | Burg                                                   | 13./14. Jh.                       | Einfache Burg bzw. Kleinfestung zum Schutz der Stadt Tromsø und Überwachung des Tromsøysunds, später als Zollburg genutzt, nur geringe Reste des Walles, neuzeitliches Gebäude (Zollhaus), Museum und Galerie. | mehr Bilder |
| Steinvikholmen (auch Burg Steinvikholmen)                                                                | 63° 32′ 38″ N, 10° 48′ 48″ O | Stjørdal                                         | Burg                                                   | um 1100                           | 1525 als spätmittelalterliche Insel- und erzbischöfliche Kirchenburg mit festungs- bzw. kastellartigem Aussehen im Auftrag des letzten Erzbischofs Norwegens Olav Engelbrektsson auf der Insel im Åsenfjord errichtet, bis ins 19. Jh. verfallen, restauriert, Museum. | mehr Bilder |
| Sverresborg (Bergen)                                                                                     | 60° 24′ 5″ N, 5° 19′ 14″ O   | Bergen                                           | Burg                                                   | um 1185                           | Höhenburg bis ins 17. Jh. genutzt, heute noch Militärstützpunkt, aber offen für Publikumsverkehr. | mehr Bilder |
| Sverresborg (Nidaros) (auch Sion oder Zion)                                                              | 63° 25′ 10″ N, 10° 21′ 26″ O | Nidaros                                          | Burg                                                   | 1182/1183                         | Höhenburg, erbaut unter dem norwegischen König Sverre Sigurdsson, 1188 zerstört und wiederaufgebaut. Sein Enkel, König Haakon Haakonson, ließ um 1263 die Zerstörung zu, heute erhaltene Ruinenreste. | mehr Bilder |
| Tunsberghus                                                                                              | 59° 16′ 18″ N, 10° 24′ 13″ O | Tønsberg                                         | Burg                                                   | um 1100                           | Als Holzburg errichtet, um 1250 in Stein als Höhenburg neu erbaut, 1503 zerstört, im 20. Jahrhundert Ausgrabung der Ruinen, heute mit Aussichtsturm von 1880. | mehr Bilder |
| Burg Valdisholm (auch Walletsøhus, Vallersøy)                                                            | 59° 31′ 57″ N, 11° 11′ 35″ O | Indre Østfold-Eidsberg-Lindhol- Insel Valdisholm | Burg                                                   | um 1220                           | Burgruine einer Inselburg in geringen Resten; die kleine Ringburg mit Bergfried und Palas, aus gemauerten Bruchsteinen; unter Håkon IV. Håkonsson auf Insel im Glomma erbaut, 1225 urkundlich, Lehen für Arnbjørn Jonsson (1225–1240), 1346 letztmalige Erwähnung, vermutlich niedergebrannt, 1575 in der Saxo-Chronik als Burgruine erwähnt; Denkmalnummer: 78946. | mehr Bilder |
| Festung Vardøhus                                                                                         | 70° 22′ 20″ N, 31° 5′ 41″ O  | Insel Vardøya                                    | Festung                                                | zw. 1300 und 1330                 | Unter Håkon V. als östlichste Festung gegen Nowgorod, viereckig 30 × 40 m, 1738 als achteckige Sternenfestung erweitert, erhalten. | mehr Bilder |

## Verweise und Anmerkungen
1. ↑  Da keine deutsche Bezeichnung dafür existiert und die Bezeichnung als Königshof oder Kirchenburg umstritten ist, wird die norwegische Bezeichnung verwendet.

- Karte mit allen Koordinaten:
- OSM |
- WikiMap